# Lyco van Troas

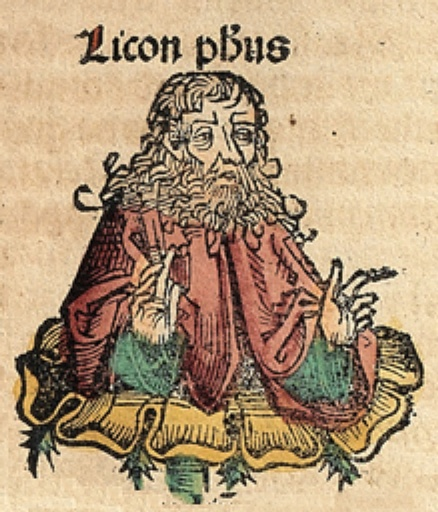
Lyco van Troas, afgebeeld als een middeleeuws geleerde in de Kroniek van Neurenberg

Lyco (of Lycon, Oudgrieks: Λύκων) van Troas (ca. 299 v.Chr. - ca. 225 v.Chr.) was een peripatetisch filosoof. 
Zijn vader heette Astyanax. Lyco was een leerling van Strato van Lampsacus, die hij na diens dood in 269 v.Chr. opvolgde als scholarch (bestuurder) van de Peripatetische School. Hij bekleedde deze functie vierenveertig jaar. 